# 一七線非軍事區

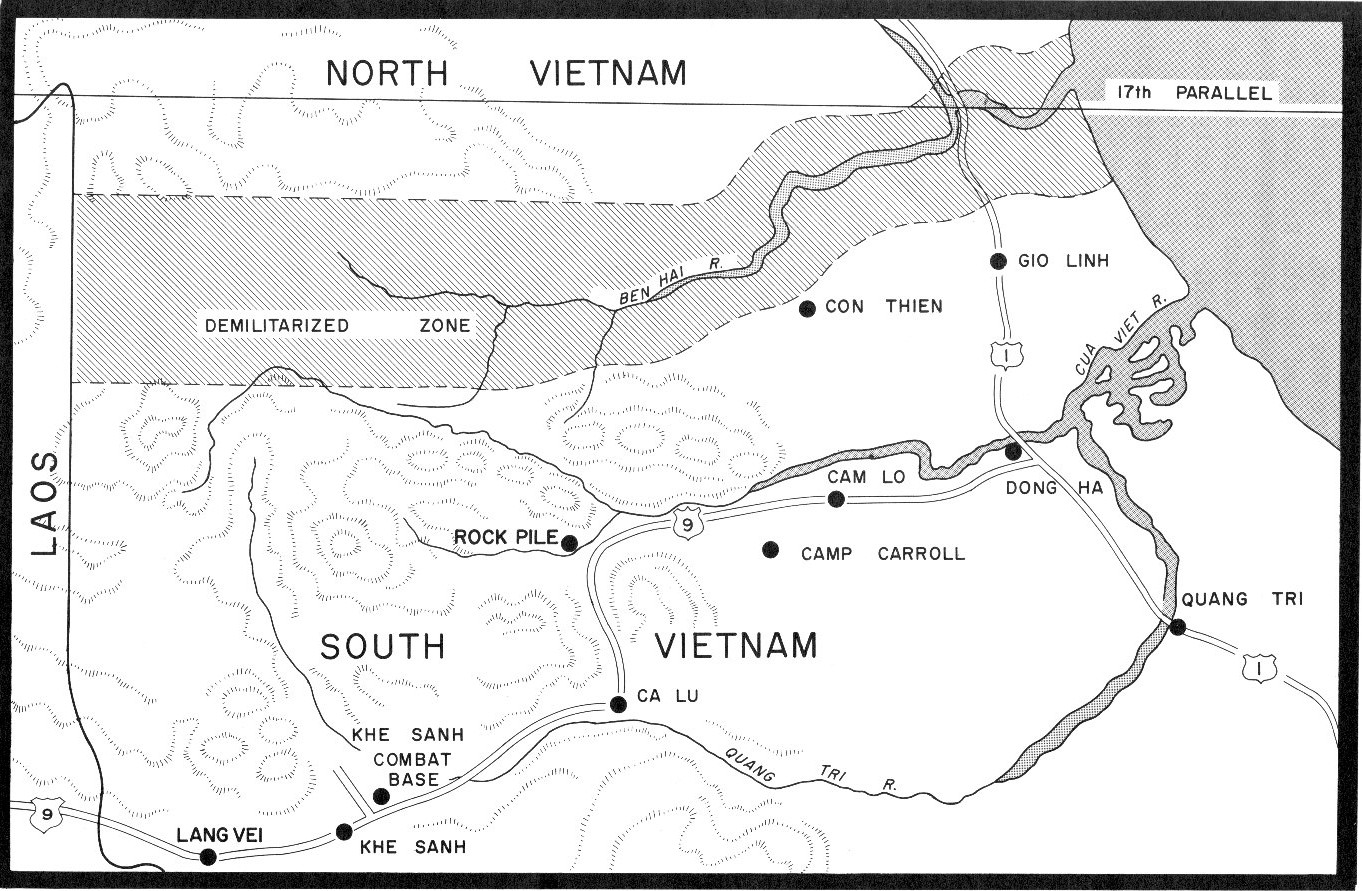
一七線非軍事區

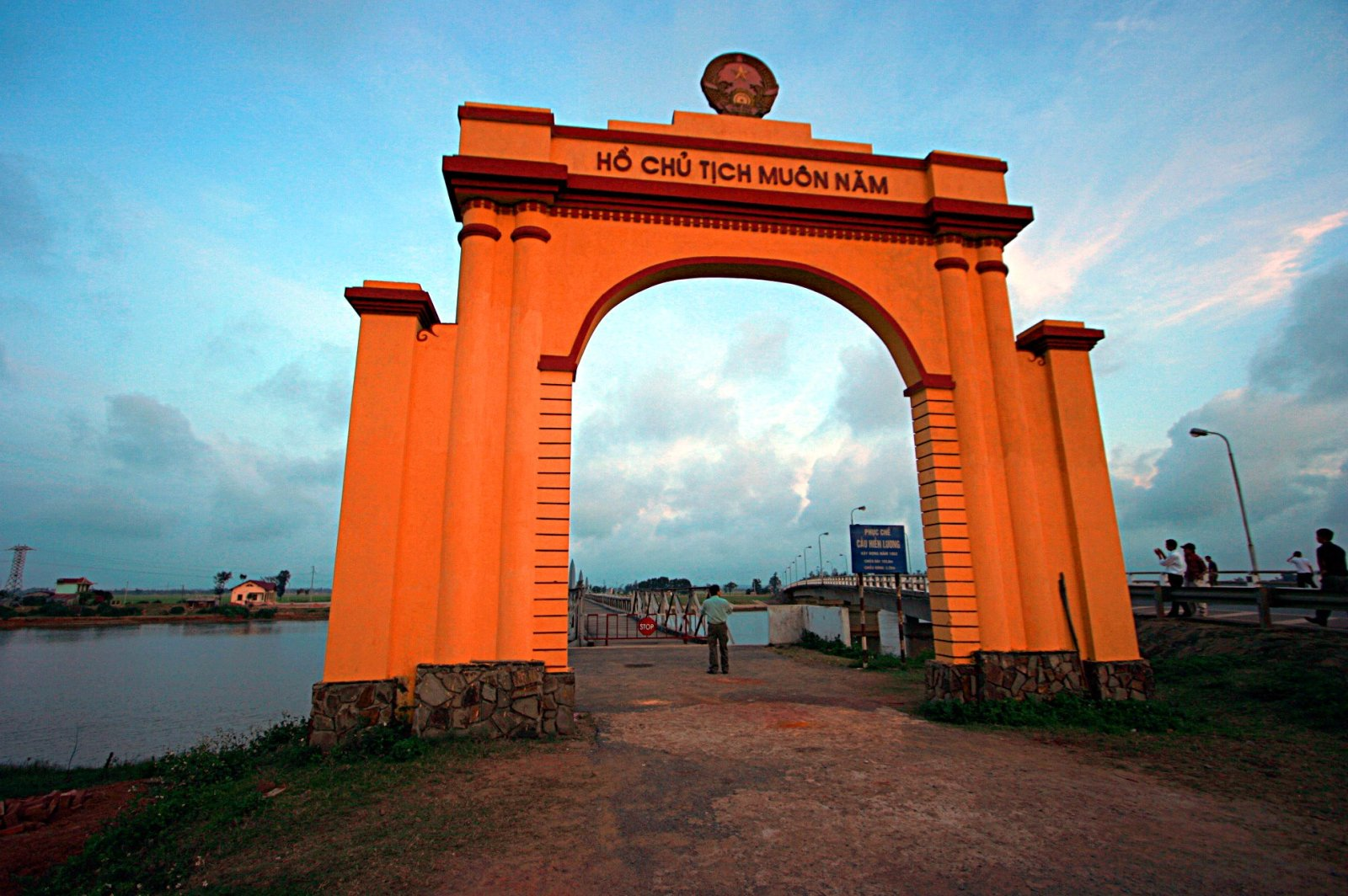
一七线北侧，对面河畔左侧是一座重建的南越守望台

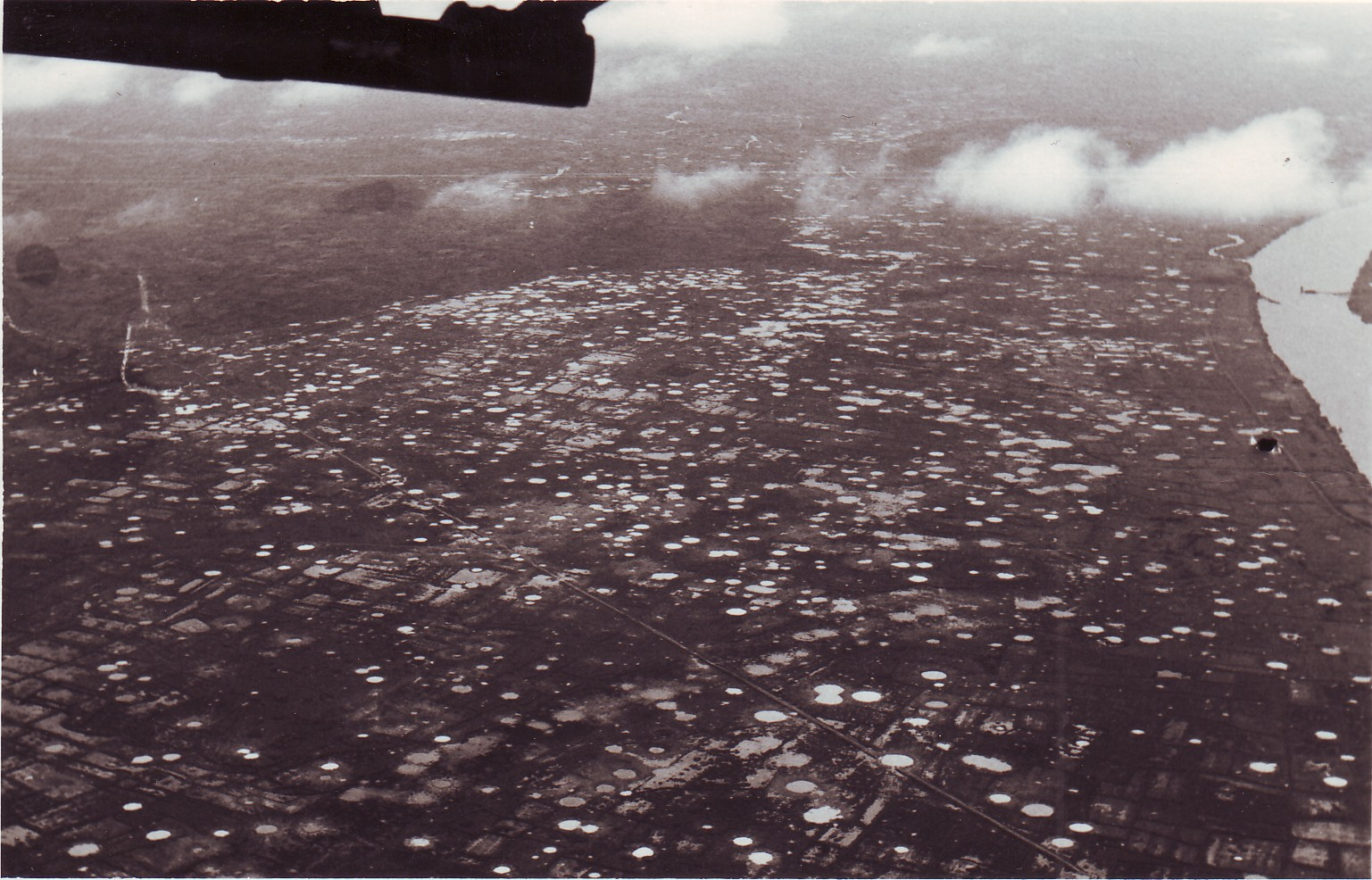
1968年，美軍空拍的一七線非軍事區

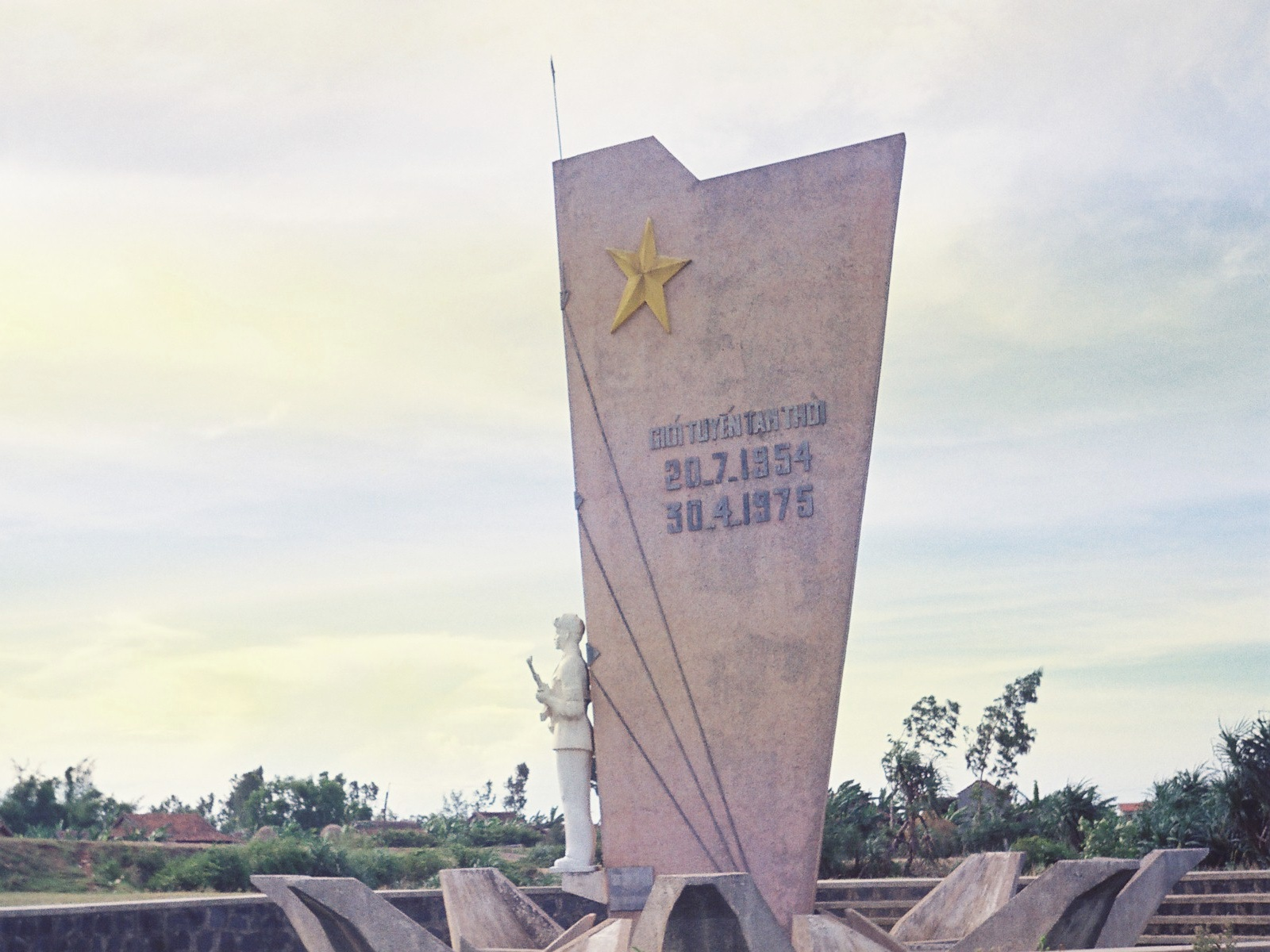
17度線紀念碑

一七線非軍事區（英語：Vietnamese Demilitarized Zone，越南语：／），位於越南中部今順化市以北約100公里處，在今廣治省境內，接近廣治省北部邊境。邊海河橫貫一七線非軍事區的大部分地區。由於非軍事區位於北緯17度附近，因此又被稱為17度線或一七線。但實際上除了邊海河河口地區，一七線非軍事區的大部分地區都位於17度線以南。1954年日內瓦會議後，与朝鲜半岛类似，越南分裂為由北部以胡志明为领导的越南勞動黨控制的越南民主共和國和南部以保大國長為領袖的越南國，非軍事區即成為兩國的分界地區。雙方部隊禁止進入軍事分界線兩側五公里範圍內的地區。
越南戰爭期間這裡曾是多次激戰的戰場，1967年，美國海軍陸戰隊進行了麥克納馬拉防線的建設，從南北越軍事分界線（DMZ）一直到寮國邊境，總長76公里（47英里），防線的某些部分有人值守並配備了掩體、前哨、增援和火力支援基地，並被六角形鐵絲網包圍。其他部分受到持續的雷達、運動和聲學監測等電子感測器，並由絆線、雷區和帶刺鐵絲網纏結保護。當時軍事分界線南面的溪生作戰基地駐紮有美國第3海軍陸戰遠征軍。
1975年4月30日，北越攻滅南越。1976年7月2日兩越統一後，現在非軍事區已成為旅遊景點。但由於有大量未爆炸的爆炸物（如地雷）存在於這一地區，因此這裡仍非常危險。

## 地圖

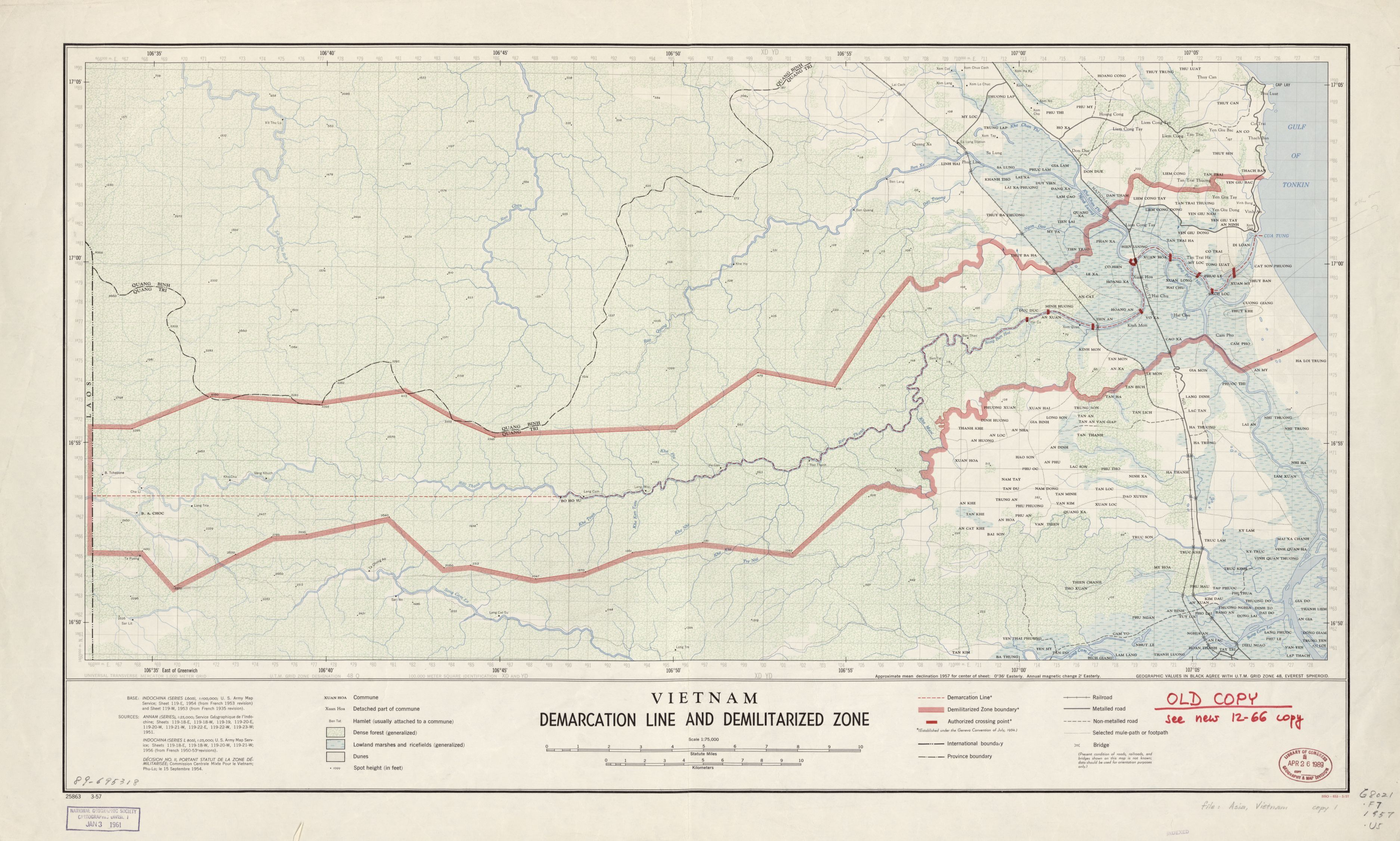
1957年，一七線非軍事區地圖
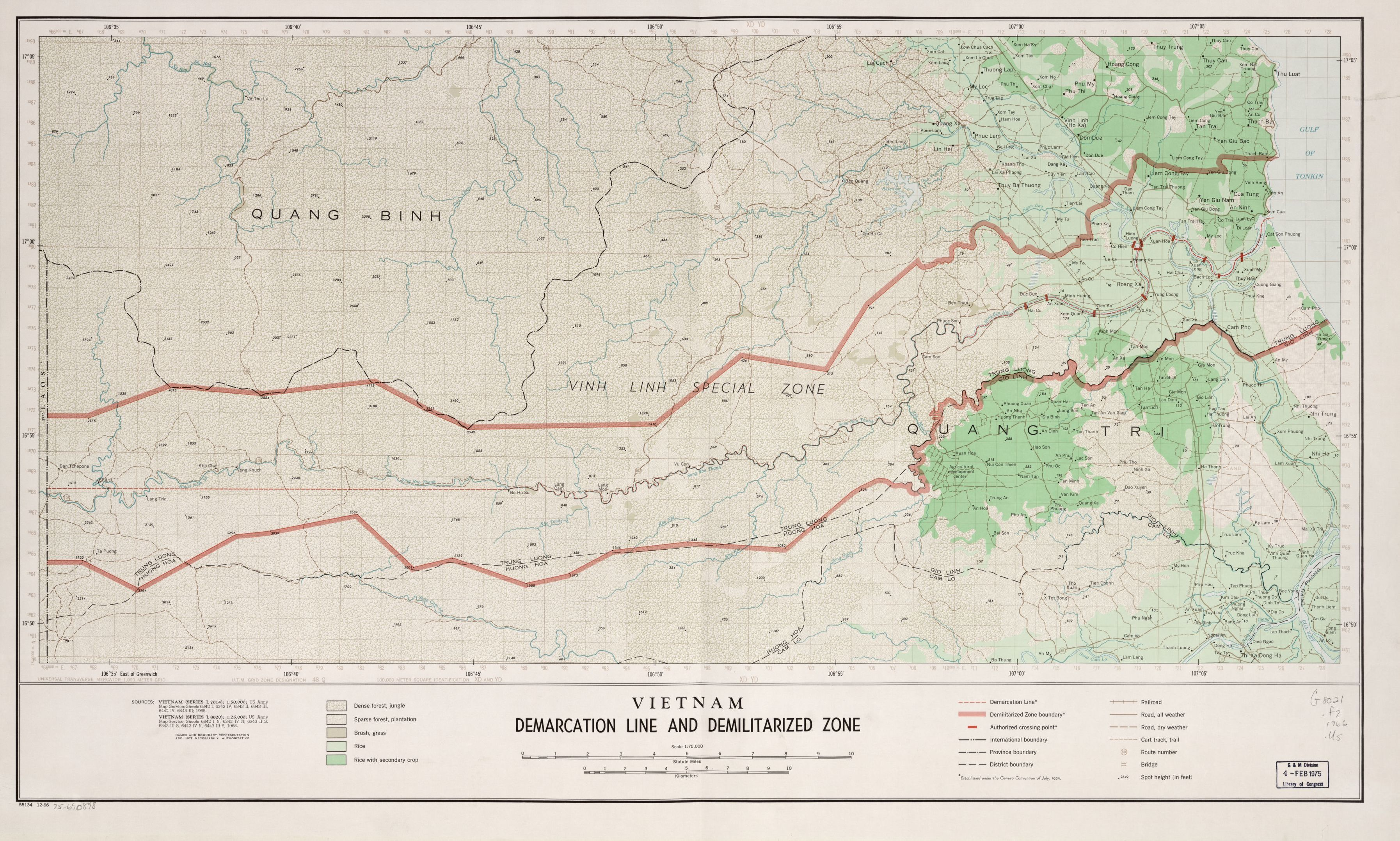
1966年，一七線非軍事區地圖

## 外部連結
- . 國會圖書館 (美國).   [2021-11-02]. （原始内容存档于2021-11-03）.
- Washington Post map of the DMZ （页面存档备份，存于）